# Brenda Christian
Brenda Vera Amelia Lupton-Christian (ur. 25 lutego 1953 na wyspie Pitcairn) – urodzona i wychowana na Pitcairn polityk, która pełniła tam, jako pierwsza kobieta w 230-letniej historii wyspy, urząd burmistrza od 8 listopada do 15 grudnia 2004.

## Biogram
Została powołana na urząd burmistrza przez radę wyspy po tym, jak jej brat, dotychczasowy burmistrz, został odwołany przez brytyjskiego Wysokiego Komisarza w Nowej Zelandii. Jednak w przedterminowych wyborach przeprowadzonych 15 grudnia 2004 została pokonana przez byłego magistrate (dawny urząd szefa rządu Pitcairn), Jaya Warrena. Jej głównym celem, jako burmistrza, było podniesienie atrakcyjności turystycznej wyspy.
Przez pewien czas mieszkała w Wielkiej Brytanii. Na Pitcairn wróciła w 1999, gdzie pracowała jako jedyny funkcjonariusz policji na wyspie. Od 2000 (z wyjątkiem 2003)  zasiada w radzie wyspy.